# Bernac (Tarn)
Bernac è un comune francese di 172 abitanti situato nel dipartimento del Tarn nella regione dell'Occitania.

## Società

### Evoluzione demografica
Abitanti censiti